# Henryk Ross
Henryk Ross (ur. 1 maja 1910 w Warszawie, zm. 1991 w Tel Awiwie) – żydowski fotograf dokumentalizujący życie w getcie Litzmannstadt.

## Życiorys
Z fotografią związał się przed wybuchem II wojny światowej – pracował w Łodzi, jako fotograf prasowy i sportowy gazet warszawskich. Brał udział w kampanii wrześniowej.

### Litzmannstadt Ghetto
Był jednym fotografów zatrudnionych w latach 1940–1944 w Wydziale Statystycznym getta Litzmannstadt, do jego obowiązków należało wykonywanie zdjęć legitymacyjnych, fotografowanie zmarłych. Oficjalnie zajmował się także fotografią propagandową – fotografował oficjalne spotkania, władze getta, działające w nim, na potrzeby niemieckiej armii, fabryki, oraz instytucje utworzone w getcie – straż pożarną, służbę zdrowia, policję. Nieoficjalnie – dzięki służbowemu dostępowi do sprzętu i materiałów – dokumentował codzienne życie getta. Wykonał kilka tysięcy takich zdjęć, ukazując na nich głód, masowe groby, publiczne egzekucje, deportacje do obozu Kulmhof.
W 1941 roku ożenił się.
Gdy rozpoczęła się likwidacja getta, wraz z żoną, zakopał część negatywów w okolicy kamienicy przy ulicy Jagiellońskiej 12 (obecnie dr. Józefa Kolińskiego), w której mieszkali. Po likwidacji getta Ross pozostał na jego terenie – należał do komanda, które miało ten teren oczyścić. Wraz z żoną przetrwał, ukrywając się, aż do wyzwolenia Łodzi przez Armię Czerwoną, w styczniu 1945 roku.

### Po II wojnie światowej
Po wojnie powrócił do Łodzi – ukryte negatywy udało się odnaleźć, z około 6000, połowa przetrwała w dobrym stanie. W Łodzi pracował jako fotograf do 1950 roku (lub 1956), kiedy to wyemigrował do Izraela.
W 1961 był świadkiem w procesie w procesie Adolfa Eichmanna (zeznania składał po polsku), a jego fotografie były dowodami w sprawie.

## Fotografie
Prace Henryka Rossa uchodzą za jeden z najlepiej dokumentujący życie Żydów w gettach zbiór fotografii, wykonanych przez jedną osobę.
Po jego śmierci kolekcja została przekazana do Archive of Modern Conflict w Londynie, a następnie do Art Gallery of Ontario w Toronto.
W 2004 roku w Londynie został wydany album Lodz Ghetto Album, którego podstawę stanowią fotografie Henryka Rossa.